# Christer Brandberg
Per Christer Nikolaus Brandberg, född 21 augusti 1942 i Gullspång, Skaraborgs län, är en svensk företagsledare och finansman.
Brandberg blev filosofie kandidat vid Uppsala universitet 1970. Han anställdes av Svenska handelsbanken 1963 och blev kamrer vid banken 1972. Han ställdes vid Electrolux 1973, blev företagets finansdirektör 1978, och vice VD 1981. Han var VD och styrelseledamot i Investment AB Kuben 1981, och var arbetande styrelseordförandet i företaget 1982–1983, här han arbetade tillsammans med tidigare Electrolux-kollegan Rune Andersson.
Brandberg var styrelseordförande i Invik 1986–1989 och styrelseledamot i Kinnevik 1986–1989. Under tiden i Kinnevik var han senior rådgivare åt Jan Stenbeck, men de gick skilda vägar i slutet av 1980-talet efter oenighet kring företaget Cool Carrier.